# Margret Greiner

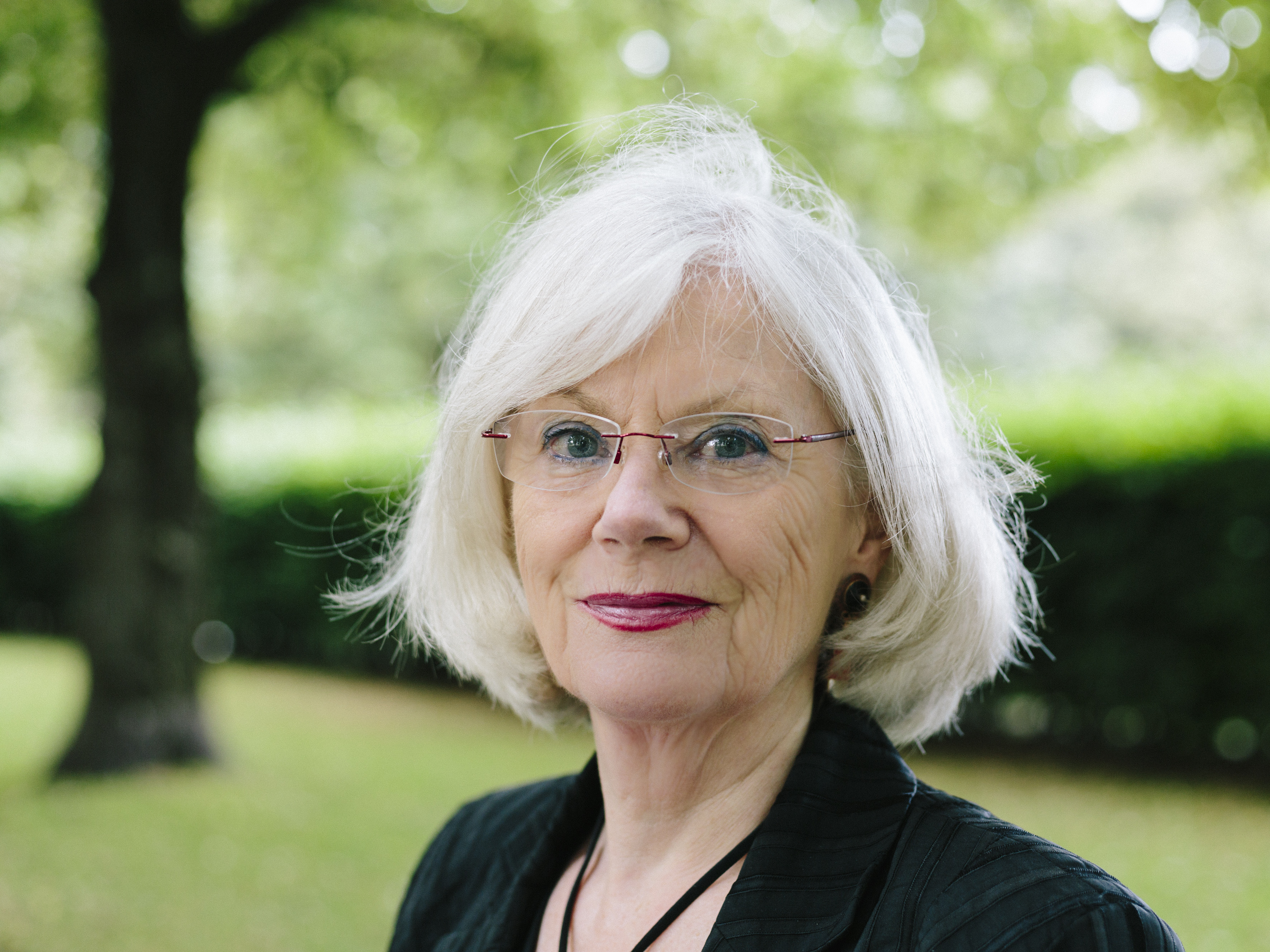
Margret Greiner (2017)

Margret Greiner (geboren 1943 in Affeln) ist eine deutsche Schriftstellerin.

## Leben
Margret Greiner wuchs in Westfalen auf. Sie studierte Germanistik und Geschichte an der Universität Freiburg im Breisgau und der Universität München. Sie arbeitete als Lehrerin der Fächer Deutsch, Geschichte und Ethik zunächst in Konz und bis 2004 in  Filderstadt. Sie arbeitete im Schultheater und trat auch selbst 1994 im Theater tri-bühne in Stuttgart auf.
Mit ihrem Mann, dem Tübinger Germanisten Bernhard Greiner, arbeitete sie von 2000 bis 2002 in Israel, sie als Deutschlehrerin an der Schmidt-Schule in Ostjerusalem. Es folgten zahlreiche Fernsehauftritte, Lesungen und Vorträge, auch im Ausland. 2005 war sie Gastdozentin für deutsche Sprache und Literatur an der Renmin-Universität in Peking. Über ihre Erfahrungen als Lehrerin in Jerusalem zur Zeit der 2. Intifada schrieb sie drei Bücher.
Seither konzentriert sich Greiners Schreiben auf Frauen aus der Zeit der Wende zum 20. Jahrhundert, um sie aus dem Schatten ihrer Männer und Gefährten herauszuholen. So erstellte sie Romanbiografien zur Modeschöpferin Emilie Flöge, der Gefährtin Gustav Klimts, zur Malerin Charlotte Berend-Corinth, zu Charlotte Salomon, Margaret Stonborough-Wittgenstein, Sophie Taeuber-Arp, Friederike Beer-Monti, Elisabeth Erdmann-Macke sowie Mäda & Mäda: Mutter und Tochter Eugenia Primavesi. Ihre neueste Publikation beschäftigt sich mit der weitgehend vergessenen Schriftstellerin Elsa Asenijeff.
Greiner lebt in München.

## Werke
- In mir tobt und brodelt stets etwas Gefährliches. Das Leben der Elsa Asenijeff. btb-Verlag, München. 2025, ISBN 978-3-442-76272-9
- Mäda & Mäda – Gustav Klimt, die Wiener Werkstätte und die Familie Primavesi. Kremayr und Scheriau, Wien 2023, ISBN 978-3-218-01304-8
- „Mutig und stark alles erwarten.“ Elisabeth Erdmann-Macke, Leben für die Kunst. btb Verlag, München 2022, ISBN 978-3-442-75963-7
- „Ich will unsterblich werden!“ Friederike Beer-Monti und ihre Maler. Kremayr und Scheriau, Wien 2019, ISBN 978-3-218-01185-3
- Der Umriss der Stille. Sophie Taeuber-Arp Zytglogge, Basel 2018, ISBN 3-7296-5002-5
- Grande Dame der Wiener Moderne. Margaret Stonborough-Wittgenstein. Kremayr und Scheriau, Wien 2018, ISBN 978-3-218-01110-5
- Es ist mein ganzes Leben. Charlotte Salomon Knaus, München 2017, ISBN 978-3-8135-0721-8
- Ich will mir selbst gehören. Charlotte Berend-Corinth & Lovis Corinth Herder, Freiburg 2016, ISBN 978-3-451-06841-6
- Auf Freiheit zugeschnitten. Emilie Flöge – Modeschöpferin und Gefährtin Gustav Klimts. Kremayr & Scheriau, Wien 2014, ISBN 978-3-218-00933-1
- Jerusalem ist eine Frau.  Kindle-e book, 2014
- Zungenvielfalt – Splittersprache. Die Jerusalemer Lyrikerin Ilana Shmueli. In: Akzente, 2010, S. 300–305
- Jerusalem aus Stein. In: Festschrift für Reiner Bernstein, bei Genfer Initiative, 2009
- Jefra heißt Palästina: ein Mädchen in Jerusalem.Piper, München 2005, ISBN 3-492-27090-5
- „Miss, wie buchstabiert man Zukunft?“ – Als deutsche Lehrerin in Jerusalem. Malik, München 2003, ISBN 3-89029-256-9